# ثريا التركي
ثريا التركي أكاديمية سعودية تعد أول امرأة سعودية تتخصص في علم الإنثروبولوجيا، ومن أوائل السعوديات الحاصلات على درجة الدكتوراه. صدر لها عدد من المؤلفات في الدراسات الإنثروبولوجية من بينها كتاب «جدة أم الرخا والشدة: تحولات الحياة الأسرية بين فترتين»، كما صدرت سيرتها الذاتية بعنوان «حياتي كما عشتها: ذكريات امرأة سعودية من عنيزة إلى كاليفورنيا».

## التعليم
- حصلت على درجة الدكتوراه من جامعة كاليفورنيا في (بيركلي).
- حصلت على ليسانس الأدب العربي من كلية الآداب في جامعة القاهرة الأمريكية عام 1966م.[7]

## العمل
- أستاذة علم الأنثروبولوجيا في الجامعة الأميركية في القاهرة.
- عملت بالتدريس في جامعة هارفارد وفي العديد من الجامعات الأمريكية.
- درّست في جامعة الملك عبد العزيز، وفي جامعة الملك سعود، كما تولت تدريس علم الاجتماع والأنثروبولوجيا في الجامعة اللبنانية في بيروت.[3][7]

## العائلة
والدها هو الشيخ محمد السليمان التركي (1337هـ - 1391هـ) الذي عين عضواً في مجلس الشورى القديم بين عامي 1356هـ - 1357هـ.

## المؤلفات
| الكتاب                                                       | التاريخ | المصدر                               |
| ------------------------------------------------------------ | ------- | ------------------------------------ |
| عنيزة: التنمية والتغيير في مدينة نجدية عربية                 | 1987م   | بالاشتراك مع دونالد كول.             |
| جدة أم الرخا والشدة:تحولات الحياة الأسرية بين فترتين         | 2006م   | بالاشتراك مع أبو بكر بن أحمد باقادر. |
| هكذا تكلمت النساء                                            | 2006م   | بالاشتراك مع أخريات.                 |
| حياتي كما عشتها: ذكريات امرأة سعودية من عنيزة إلى كاليفورنيا | 2024م   | [ 5 ]                                |